# Water (ロックバンド)
water（ウォーター）は、日本のロックバンド。所属していたレコード会社は東芝EMI、所属していた事務所はCube Group。

## 概要

### 結成からメジャーデビュー
鎌田雅人が発起人となって、1994年に結成する。市川CLUB GIOが最初のライブとなった。以来、四谷フォーバレーを中心に活動する。「トランジスターグラマー」「アジテーションプロパガンダ」「THE NATIVE SUN」「東京メガネサウルス」など、名前が固定せず、ようやく、1996年に「water」と決定している。熱心なライブ活動と、宮永治郎が所属していたレコーディングスタジオの協力で、実験的なレコーディング、浅井健監督（代表作:サザンオールスターズのTSUNAMI、the brilliant greenの作品など）とのPV撮影を重ねていた。客の動員数が飛躍的に伸びた1996年、6社のレコードメーカーからメジャーデビューの打診を受ける。1997年には、Cube Groupの所属アーティストとして、メジャーへの道を歩み始めた。waterのリーダーは黎明期から長い間、鎌田雅人が務めていたが、滅茶苦茶なやり方を見かねた所属事務所社長の意見で、宮永治郎に変更されている。

### メジャーデビューからメンバーチェンジ
1998年、東芝EMIよりメジャーデビュー。デビューシングル「クローバー」、アルバム「奇跡の人」は評論家達からの評判が芳しくなかったが、9月9日発売されたシングル「眩しい夜」で新たなファンを獲得した。その頃、メンバー間の不和は最高潮に達し、同年11月には、ベースの岡本慎吾が脱退。以前から親交の深かった中川量がwaterをサポートした。

### 解散へ
不和からの脱却、東名阪ライブツアーなど精力的にステージを重ねていたが、黎明期の勢いを盛り返す事はなかった。宮永治郎と鎌田雅人は、共作をする事がなくなり、毛色の違う作品を作り続け音楽性は分裂していったが、hitomiに提供した「LOVE 2000」なども生まれている。2000年になると、セールスや動員が伸び悩み、東芝EMIとの契約が切れる事が決定する。皮肉にも最後の作品「インテリアくらげ」が最高の評価を受ける事となった。2000年7月、ON AIR WESTのワンマンライブで、活動休止を宣言。2001年、1月8日、アマチュア時代に出演していた四谷FOURVALLEYで、解散ライブを行い、自ら終止符を打った。

### 解散後
演奏力の高いメンバー同士の親交はその後も続き、2002年、江沼学は鎌田雅人とGANESHAを結成。一度だけライブを行ったが活動を取りやめている。宮永治郎と鎌田雅人は、2001年、THE CONVOYの武道館ライブに出演した。吉田太郎と中川量は高見沢俊彦のライブで、鎌田雅人と中川量は岸谷香のライブで、宮永治郎と中川量は、hitomiのライブ、鎌田雅人と吉田太郎は山田タマルのライブで共演した。鎌田雅人と中川量と宮永治郎は東宝ミュージカル「RENT」で演奏していたなど、枚挙にいとまがない。そして、鎌田雅人と宮永治郎はプロデューサーとしても活躍している。

### 再結成
2006年に、急速に再結成に向けて動き始める。四谷フォーバレーの閉店に向けて、店長の要請でwaterの再結成ワンマンワンマンライブ（2006年7月26日）が決定した。翌年、両国 Boot camp Fourvalleyがオープンした時も、再結成ライブを行った（2007年5月1日）。2010年2月21日、ハイチ救済ライブに出演。2013年8月24日、FMサルース84.1MHZ presents 音楽番組「プラチナミュージックレディオ」公開収録LIVEに出演した。2013年8月31日、南青山MANDALAにてワンマンライブを行い、今後も活動して行く旨を発表した。

## メンバー

### 現在のメンバー
- 江沼学（えぬま まなぶ）
ボーカル、作詞作曲担当。結成当時からのメンバー。家業を継ぎ、現在は電気工事会社の専務。1970年9月8日、茨城県生まれ。2児の父。「まなぶん」と呼ばれていた。
- 宮永治郎（みやなが じろう）
ギター、作詞作曲担当。リーダー。結成当時からのメンバー。ギタリスト、作曲家、レコーディングプロデューサーとしても活動する。1969年10月1日、神奈川県生まれ。「じっちゃん」と呼ばれていた。
- 鎌田雅人（かまた まさと）
キーボード、作詞作曲担当。結成当時からのメンバー。キーボーディスト、作曲家、レコーディングプロデューサーとしても活動する。日本テレビ系『歌スタ!!』のウタイビトハンターとしてテレビ出演をする。第42回日本レコード大賞優秀作品賞を受賞。1971年2月7日、茨城県生まれ。「まーくん」と呼ばれていた。
- 中川量（なかがわ りょう）
ベース担当。徳永善也と「リトルバッハ」(1995年デビュー）に在籍していた。1998年よりwaterのサポートを開始する。高見沢俊彦、岸谷香などのサポートを務める。1969年12月10日、富山県生まれ。「りょうぽん」「りょうちゃん」と呼ばれていた。
- 吉田太郎（よしだ たろう）
ドラム担当。第3代リーダー。結成当時からのメンバー。THE ALFEEなどのサポートドラマーを務める。1973年4月15日、東京都生まれ。「たろうくん」「たーちん」と呼ばれていた。

### 元メンバー
- 岡本慎吾（おかもと しんご）
ベース担当。結成当時のメンバー。1998年脱退。一時期は、鎌田雅人のマネージャーを務めた。
- 菊池達也（きくち たつや）
ギター担当。結成当時のメンバー。1995年脱退。marbleとして活動中。

### レコーディング サポートミュージシャン
- 金原千恵子（きんばら ちえこ）
ヴァイオリン担当。「眩しい夜」「手紙」で演奏。
- 川上シゲ（かわかみ しげ）
ベース担当。カルメン・マキ&OZのベーシスト。「スローマン」で演奏。

### ファンクラブ
- waterbed（ライブチケットの先行予約、会報の発行、ファンクラブイベント）

## ディスコグラフィー

### シングル作品
- クローバー（1998年4月29日発売）TODT-5139 ※TBS系「チューボーですよ!」エンディングテーマ
  1. クローバー
（作詞:宮永治郎 作曲:鎌田雅人 編曲:water、本山晴一郎）
  2. ナイフ
（作詞:岡本慎吾 作曲:宮永治郎 編曲:water、本山晴一郎）
- 眩しい夜（1998年9月9日発売）TODT-5196 ※テレビ朝日系「リングの魂」エンディングテーマ
  1. 眩しい夜
（作詞作曲:鎌田雅人 編曲:water、本山晴一郎）
  2. 手紙
（作詞:鎌田雅人、宮永治郎 作曲:鎌田雅人 編曲:water、本山晴一郎、ストリングスアレンジ:鎌田雅人）
  3. 二度目の夏
（作詞作曲:宮永治郎 編曲:water、本山晴一郎）
- 届かない歌（1999年1月29日発売）TODT-5248 ※NHK-BS2「新・真夜中の王国」火曜日エンディングテーマ
  1. 届かない歌
（作詞:鎌田雅人、宮永治郎 作曲:鎌田雅人 編曲:water）
  2. スローマン
（作詞作曲:宮永治郎 編曲:water）
  3. ビューティフルサンデー
（作詞:鎌田雅人 作曲:鎌田雅人 編曲:water）
  4. スローマン・リプライズ
（作詞作曲:宮永治郎 編曲:water）
- 熱い心のままで（1999年5月26日発売）TODT-5304 ※テレビ東京「夕方一番」エンディングテーマ
  1. 熱い心のままで
（作詞:鎌田雅人、宮永治郎 作曲:鎌田雅人、宮永治郎 編曲:water）
  2. 非情のタイムリミット
（作詞作曲:宮永治郎 編曲:water）
  3. 熱い心のままで (Backing Track)
  4. 非情のタイムリミット (Backing Track)
- インテリアくらげ（2000年5月24日発売）TOCT-22067 ※JAPANESE DREAMランキング4位
  1. インテリアくらげ
（作詞作曲:鎌田雅人 編曲:water）
  2. ヘイ・ジョセフィーヌ
（作詞作曲:鎌田雅人 編曲:water）
  3. Leave Me
（作詞作曲:鎌田雅人 編曲:water）

### アルバム作品
- water（1997年12月3日発売）Qbix-1
  1. ピエロ
（作詞:江沼学 作曲:鎌田雅人 編曲:water）
  2. 二度目の夏
（作詞作曲:宮永治郎 編曲:water）
  3. あくび
（作詞作曲:鎌田雅人 編曲:water）
  4. ちらちら
（作詞:鎌田雅人、江沼学 作曲:鎌田雅人 編曲:water）
- Continue?（1997年9月12日発売）Qbix-2
  1. ゲーム
（作詞:岡本慎吾、江沼学 作曲:宮永治郎 編曲:water）
  2. クローバー
（作詞:宮永治郎、江沼学 作曲:鎌田雅人 編曲:water）
  3. C moon
（作詞:江沼学 作曲:鎌田雅人、江沼学 編曲:water）
  4. チャパリーマン
（作詞作曲:鎌田雅人 編曲:water）
- 奇跡の人（1998年5月27日発売）TOCT-10271
  1. 遠い夜明け
（作詞:江沼学 作曲:鎌田雅人、宮永治郎 編曲:water、本山晴一郎）
  2. クローバー
（作詞:宮永治郎 作曲:鎌田雅人 編曲:water、本山晴一郎）
  3. めざめ
（作詞:江沼学 作曲:鎌田雅人、宮永治郎 編曲:water、本山晴一郎）
  4. ナイフ
（作詞:岡本慎吾 作曲:宮永治郎 編曲:water、本山晴一郎）
  5. ラブリーデイ
（作詞:鎌田雅人 作曲:鎌田雅人、宮永治郎 編曲:water、本山晴一郎）
  6. ムーンライト
（作詞作曲:鎌田雅人 編曲:water、本山晴一郎）
  7. シンボル
（作詞:江沼学 作曲:宮永治郎 編曲:water、本山晴一郎）
  8. 笑顔の虹を追いかけて
（作詞作曲:鎌田雅人 編曲:water、本山晴一郎）
  9. フリーズドライの夢
（作詞:宮永治郎 作曲:鎌田雅人、宮永治郎 編曲:water、本山晴一郎）
  10. WAVE
（作詞:江沼学 作曲:宮永治郎 編曲:water、本山晴一郎）
- ONE（2014年8月8日発売）wr-01 
  1. Wooooo
（作詞作曲:鎌田雅人 編曲:water）
  2. 5 fingers
（作詞作曲:宮永治郎 編曲:water）
  3. ラブソングNight & Day
（作詞作曲:鎌田雅人 編曲:water）

### 自主制作カセットテープ作品
- water1（1996年10月発売）
  1. クローバー
（作詞:宮永治郎、江沼学 作曲:鎌田雅人 編曲:water）
  2. 空と少年と夢
（作詞:鎌田雅人、江沼学 作曲:鎌田雅人、宮永治郎 編曲:water）
- water2（1996年11月発売）
  1. You Foe?
（作詞作曲:鎌田雅人 編曲:water）
  2. 眩しい夜
（作詞作曲:鎌田雅人 編曲:water）
  3. ROOM
（作詞：江沼学、鎌田雅人 作曲:鎌田雅人 宮永治郎 編曲:water）
  4. Journey in the heaven
（作詞：江沼学 作曲:宮永治郎 編曲:water）

### その他の参加作品
- Fill（1996年3月配布）TOR-0012 ※東放学園音響専門学校 平成7年度音響芸術科レコーディング技術演習CD
  - SUMMER HATE BLUES
（作詞:江沼学 作曲:鎌田雅人）THE NATIVE SUN名義

### 提供作品
- 春はどこから（作詞作曲:鎌田雅人）
→hitomi「LOVE2000」（作詞:hitomi 作曲:鎌田雅人）
- ピエロ（作詞：江沼学 作曲:鎌田雅人）
→hitomi「Destiny」（作詞:hitomi 作曲:鎌田雅人）
- 東京の空（作詞作曲:鎌田雅人）
→Peachy「ユメミルチカラ」（作詞:鈴木祥子 作曲:鎌田雅人）
- 路面電車（作詞作曲:鎌田雅人）
→宇都宮隆「Ordinary Day」（作詞:真沙木唯 作曲:鎌田雅人）
- 無重力（作詞作曲:鎌田雅人）
→FU JI KO アルバム「浮気なサファイア」に収録。

## 音楽配信

### 音楽ダウンロードサイト配信
- 『奇跡の人』全収録曲をiTunes Music Storeで配信。